# Tourisme en Argentine
 (novembre 2017).
Si vous disposez d'ouvrages ou d'articles de référence ou si vous connaissez des sites web de qualité traitant du thème abordé ici, merci de compléter l'article en donnant les références utiles à sa vérifiabilité et en les liant à la section « Notes et références ».

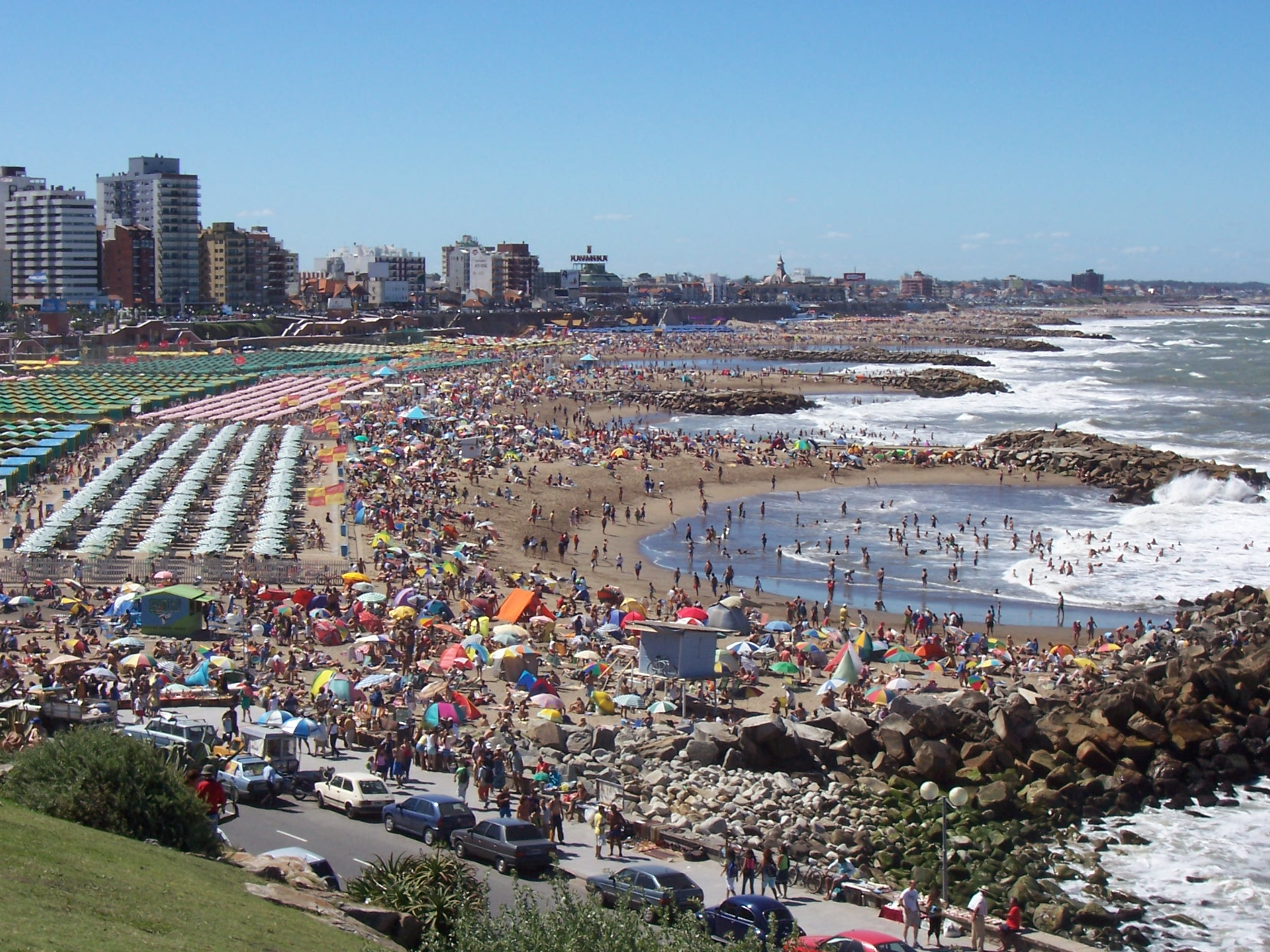
Plages de Mar del Plata durant la saison touristique.

L'Argentine, avec 5,56 millions de touristes en 2016 selon l'Organisation mondiale du tourisme, est le troisième pays le plus visité d'Amérique du Sud derrière le Brésil et le Chili.
Son territoire immense, la variété des climats, la diversité de la faune et de la flore, mais aussi la richesse culturelle, les traditions et la gastronomie, reconnues partout dans le monde, font de l'Argentine une destination touristique privilégiée. Le territoire argentin s'étend des sommets les plus élevés des Andes à l'ouest aux immenses plages et falaises qui bordent la mer d'Argentine à l'est ; de la forêt tropicale des yungas au nord aux vallées et glaciers de la Patagonie au sud, jusque sur le continent Antarctique.
La majorité des touristes étrangers proviennent des autres pays d'Amérique du Sud, et notamment du Brésil et du Chili, mais le pays accueille également de nombreux Européens, pour des séjours d'une durée prolongée.

## Histoire
À la fin du XIXe siècle, le modèle de développement économique de l'Argentine repose sur les exportations agricoles, permettant l'émergence d'une classe de propriétaires terriens aisés. Ces catégories supérieures de la population argentine importent et reproduisent les comportements sociaux observés en Europe : se développe un mode de vie caractérisé par le luxe, l'ostentation, et l'allongement de la durée consacrée aux loisirs. Les couches privilégiées de la société commencent donc à prendre des vacances, et partent pour les plages uruguayennes, de l'autre côté de l'estuaire du Río de la Plata. De là, se développe peu à peu l'idée de créer une station balnéaire sur le territoire argentin, et le village de Mar del Plata devient peu à peu, sur le modèle de Biarritz en France, une destination privilégiée. Au même moment, les Sierras de Córdoba commencent à attirer des touristes, encouragé par la construction de la ligne de chemin de fer entre Buenos Aires et Córdoba.
L'essor du chemin de fer constitue par ailleurs un facteur de développement des différentes destinations touristiques dans le pays, et entraîne notamment la construction et l'ouverture de nombreux hôtels. Ainsi, près de la cordillère des Andes, la ville de Mendoza commence à la fin du XIXe siècle à promouvoir certains sites touristiques historiques comme le Puente del Inca, tout en attirant d'autres touristes dans les stations thermales qui voient peu à peu le jour.

## Principales destinations touristiques
L'article de chaque province traite géographie, climat, histoire, flore, faune, ressources touristiques, transports.
- Régions climatiques de l'Argentine (en)

### Pampas (centre-est)
La région des Pampas regroupe les provinces de :
- Córdoba : sierras, vallées, plaines, Rosario, Córdoba (Argentine) (Tourisme à Cordoba d'Argentine (es)), Río Cuarto (ville), Valle de Punilla...
- Santa Fe : Santa Fe (Argentine), Rosario, Reconquista (Santa Fe), Calchaquí (Santa Fe), Moisés Ville, Parc national Islas de Santa Fe...
- La Pampa : flore, faune, Santa Rosa (Argentine), Parc national Lihué Calel...
- Buenos Aires

#### Ville de Buenos Aires
En 2015, 10 683 175 touristes ont visité la capitale argentine, une augmentation de 1,1 % par rapport à l'année précédente. La ville est régulièrement classée parmi les 20 destinations préférées par les touristes du monde entier. Les lieux les plus visités sont globalement situés dans le centre historique de la ville, autour des quartiers de Monserrat et San Telmo.
- Attractions touristiques à Buenos Aires

### Nord-Ouest argentin
Le Nord-ouest argentin se compose de cinq provinces  
- Jujuy : Quebrada de Humahuaca (canyon), Yungas méridionales (forêts humides de montagne, flore, faune), Puna (hauts plateaux), Parc national Calilegua
- Salta (cordillères, hauts sommets, volcans)
- Tucumán (flore, faune), San Miguel de Tucumán, sites précolombiens
- Catamarca (flore, faune), volcans, sites précolombiens (Shincal de Quimivil, Diaguitas), Vallées Calchaquíes, San Fernando del Valle de Catamarca
- La Rioja

L'ancien centre minier de Redon los de Uspallata, dans la province de Mendoza, est une destination touristique.

### Grand Chaco (nord)
Le Gran Chaco (flore, faune, grande plaine, forêt sèche, Amérindiens) regroupe les provinces de
- Formosa : Formosa (ville), Clorinda, El Impenetrable...
- Chaco : Parc national Chaco, Resistencia, El Paranacito, Parc naturel provincial Loro Hablador (es), Isla del Cerrito...
- Santiago del Estero : Santiago del Estero (ville), Termas de Río Hondo, Parc national Copo, Bañados de Figueroa (es), Sierras de Guasayán (es)...

### Mésopotamie argentine (nord-est)
La Mésopotamie argentine (ou Littoral) regroupe les provinces de
- Misiones : guaranis, Missions jésuites des Guaranis, Posadas, Oberá, Chutes d'Iguazú...
- Entre Ríos : Paraná, Concordia, Concepción del Uruguay, Gualeguaychú, Villaguay, Chajarí...
- Corrientes : Corrientes (ville), Goya (Corrientes), Paso de los Libres, Curuzú Cuatiá...

### Cuyo (centre-ouest)
Le Cuyo argentin (Andes, Aconcagua, flore, faune, viticulture) regroupe les provinces de
- San Juan : San Juan (Argentine), Parc national San Guillermo, Parc national El Leoncito,Parc naturel provincial Valle Fértil, Ischigualasto...
- Mendoza : cordillère, Mendoza (Argentine), Godoy Cruz, Maipú (Mendoza)...
- San Luis : sierras, San Luis (Argentine), Villa Mercedes, Merlo (San Luis), Santa Rosa de Conlara...

### Patagonie argentine (sud)
La région de Patagonie (paysages, flore, faune, Amérindiens) regroupe les provinces de
- Río Negro : Viedma, San Carlos de Bariloche, Parc national Nahuel Huapi...
- Neuquén : cordillère, Neuquén (ville), San Martín de los Andes...
- Chubut : Camarones (Argentine), Meseta de Somuncurá, Péninsule Valdés, Parc national Lago Puelo, Parc national Los Alerces, Rawson, Valle de Los Altares...
- Santa Cruz : Río Gallegos, El Calafate, Los Antiguos, Parc national Los Glaciares...
- Terre de Feu, Antarctique et Îles de l'Atlantique Sud : Ushuaïa, Río Grande (Argentine), Tolhuin, Baie Lapataia, Parc national Tierra del Fuego...

## Regroupements
- Aires protégées en Argentine
- Parcs nationaux d'Argentine
- Liste du patrimoine mondial en Argentine
- Liste de musées en Argentine
- Listes des monuments historiques nationaux en Argentine par province
- Liste du patrimoine mondial en Argentine
- Liste du patrimoine culturel immatériel de l'humanité en Argentine
- Liste des cathédrales d'Argentine
- Carnaval en Argentine (es)
- Stations balnéaires en Argentine (es)
- Viticulture en Argentine, Les routes des vins en Argentine (es)
- Chemins de fer touristiques en Argentine
- Bus touristiques en Argentine (es)
- Localités de tourisme en Argentine (es)